# 高井村 (愛知県)
高井村（たかいむら）は、愛知県中島郡にかつてあった村。
現在の一宮市大和町北高井、大和町南高井などに該当する。

## 歴史
- 1889年（明治22年）10月1日 - 北高井村と南高井村が合併し発足。
- 1906年（明治39年）5月10日 - 苅安賀村、三輪村、妙興寺村、日光村の一部、稲保村の一部と合併し苅安賀村発足。同日高井村は廃止。